# Jorge Sáez
Jorge Sáez Carrillo (Madrid, 5 de mayo de 1990) es un futbolista español. Juega como centrocampista en el CD Lealtad de la Tercera División RFEF. 
Es hermano del también futbolista Pipe Sáez.

## Trayectoria
Jorge Sáez es un jugador criado en las categorías inferiores del Rayo Vallecano. En la temporada 2007/2008 se proclamó, con el Rayo Vallecano Juvenil, campeón de la División de Honor Juvenil y al final de esa misma temporada fue convocado por la Selección Española Sub-19 para disputar el torneo internacional disputado en la República de Irlanda del 18 al 21 de agosto de 2008. En la temporada 2008/2009 tuvo la oportunidad de debutar con el primer equipo en Segunda División. Lo hizo en el Estadio de Vallecas sustituyendo a Michel en el minuto 80 de un Rayo Vallecano-Elche CF que acabaría perdiendo el conjunto vallecano por 1-2. En la temporada 2009/2010 tendría una lesión de rodilla que le tienen apartado de los terrenos de juego casi un año. Las dos siguientes temporadas las disputaría en Segunda División B con el filial rayista.
En el verano de 2013 firmó con el Getafe Club de Fútbol "B" para jugar en Segunda División "B" de España.
El 25 de agosto de 2015 firmó por el Real Avilés por una temporada con opción a otra, en caso de ascenso. No fue renovado por el equipo avilesino, y el 20 de julio de 2016 el Bergantiños Fútbol Club anunciaba su contratación.

## Clubes
| Club                       | División           | Año       | PJ | Goles |
| -------------------------- | ------------------ | --------- | -- | ----- |
| Rayo Vallecano de Madrid   | Segunda División   | 2008-2009 | 3  | 0     |
| Rayo Vallecano B           | Segunda División B | 2010-2011 | 25 | 1     |
| Rayo Vallecano B           | Segunda División B | 2011-2012 | 35 | 3     |
| Rayo Vallecano B           | Segunda División B | 2012-2013 | 36 | 3     |
| Getafe Club de Fútbol "B"  | Segunda División B | 2013-2014 | 33 | 1     |
| Burgos Club de Fútbol      | Segunda División B | 2014-2015 | 28 | 0     |
| Real Avilés Club de Fútbol | Tercera División   | 2015-2016 | 28 | 2     |
| Bergantiños Fútbol Club    | Tercera División   | 2016-2019 | 0  | 0     |
| Arosa SC                   | Tercera División   | 2019-2020 | 0  | 0     |
| CD Lealtad                 | Segunda División B | 2020-Act. | 0  | 0     |